# 서인 (전한)
서인(徐仁, ? ~ 기원전 78년)은 전한 중기의 관료로, 자는 중손(中孫)이며 제군 사람이다.

## 행적
시원 3년(기원전 84년), 교서태수에서 소부로 승진하였다.
원봉 3년(기원전 78년), 죄수 후사오(侯史吳)가 탈옥하였다. 후사오는 본래 상홍양·상천(桑遷) 부자의 옛 관리로, 상홍양 등이 이전에 연날왕의 모반에 가담한 죄로 주살된 후 자신 또한 연좌되어 옥에 갇힌 것이었다. 서인과 정위 왕평은 후사오가 상홍양 등을 숨겨주지 않은 덕분에 그들을 잡을 수 있었다고 여겨 후사오를 사면하려 하였는데, 이에 반대한 시어사(侍御史)의 탄핵을 받아 하옥되었다.
서인은 승상 전천추의 사위였는데, 사람들은 전천추 또한 연좌되는 것이 아닐까 걱정하였다. 그러나 태복 두연년의 중재로 전천추에게까지 죄가 미치지는 않았고, 서인은 스스로 목숨을 끊었다. 왕평은 함께 연루된 좌풍익 가승호와 함께 요참에 처하였다.

## 출전
- 반고, 《한서》
  - 권19하 백관공경표 下
  - 권60 두주전

| 전임 공손유 | 전한의 소부 기원전 84년 ~ 기원전 78년 | 후임 채의 |